# Ben Lomond (Skottland)
Ben Lomond är ett berg i Storbritannien.   Det ligger i kommunen Stirling och riksdelen Skottland, i den nordvästra delen av landet, 600 km nordväst om huvudstaden London. Toppen på Ben Lomond är 974 meter över havet.
Terrängen runt Ben Lomond är huvudsakligen kuperad.Runt Ben Lomond är det glesbefolkat, med 18 invånare per kvadratkilometer. Närmaste större samhälle är Garelochhead, 17,1 km sydväst om Ben Lomond. I omgivningarna runt Ben Lomond växer i huvudsak blandskog.